# Tioughza
Tioughza (marokkanisches Tamazight ⵜⵉⵡⵖⵣⴰ; arabisch تيوغزة, auch Khmiss de Tioughza) ist der Hauptort einer Landgemeinde (commune rurale) in der Provinz Sidi Ifni in der Region Guelmim-Oued Noun im Südwesten Marokkos.

## Lage und Klima
Der Ort Tioughza liegt in einer Höhe von etwa 530 m in den westlichen Ausläufern des Antiatlas knapp 150 km (Fahrtstrecke) südlich von Agadir bzw. gut 53 km südwestlich von Tiznit. Die Provinzhauptstadt Sidi Ifni befindet sich ungefähr 30 km westlich. Das Klima ist halbwüstenartig; Regen (ca. 250 mm/Jahr) fällt hauptsächlich in den Wintermonaten.

## Bevölkerungsentwicklung
| Jahr      | 1994   | 2004   | 2014   | 2024   |
| Einwohner | 11.816 | 12.268 | 10.577 | 10.007 |

Der leichte Bevölkerungsrückgang der letzten Jahrzehnte ist im Wesentlichen auf die Abwanderung von Berberfamilien in die Städte des Nordens zurückzuführen.

## Wirtschaft
Feldwirtschaft ist in der vorwiegend felsigen Bergregion kaum möglich, doch durchstreifen im Frühjahr immer noch zahlreiche Schaf- und Ziegenherden das Gebiet. In der Region wachsen zahlreiche Arganbäume, deren von harten Kernen umschlossene Samenplättchen in Kooperativen zu Öl weiterverarbeitet werden.

## Geschichte
Tioughza war bis zur Mitte des 20. Jahrhunderts ein kleines Berberdorf mit einem Donnerstagsmarkt am Kreuzungspunkt mehrerer Straßen. Danach entwickelte es sich zum Zentrum einer Landgemeinde mit einer weiterführenden Schule und einem kleinen Hospital.

## Stadtbild
Die alten Häuser aus Stampflehm vermischt mit kleinen Steinen sind selten geworden und nahezu ausnahmslos dem Verfall anheimgegeben. Die neuen Häuser wurden aus Hohlblocksteinen und Beton errichtet; anschließend wurden sie verputzt und zumeist in Rottönen gestrichen.